# Lâu Thất
Lâu Thất (chữ Hán: 娄室, 1078 – 1130) hay Lâu Túc/Tú (娄宿) hay Lạc Tác/Sách (洛索) , tự Oát Lý Diễn, thành viên thị tộc Hoàn Nhan, dân tộc Nữ Chân, tướng lĩnh, khai quốc công thần nhà Kim, có công bắt sống Liêu Thiên Tộ đế, đánh cho quân đội Nam Tống thảm bại ở trận Phú Bình.

## Thân thế
Lâu Thất tuy là thành viên thị tộc Hoàn Nhan, nhưng không được xếp vào hàng ngũ tông thất. Tổ tiên là Hợp Đốc Giả, định cư ở đầu nguồn của A Chú Hử Thủy. Ông nội là Hiệp Lỗ Trực, dời nhà đến Nhã Thát Lại Thủy, hàng phục các bộ Nô Lân, Ma Cát thuộc liên minh bộ lạc Thất Thủy, trở thành Thất Thủy chư bộ trưởng.
Cha là Bạch Đáp, được nối chức Thất Thủy chư bộ trưởng. Bạch Đáp cùng A Khố đi theo Hặc Lý Bát (tức Kim Thế Tổ) trấn áp cuộc nổi dậy của Ô Xuân, về sau được truy tặng Kim tử quang lộc đại phu.

## Khởi nghiệp
Lâu Thất cao lớn khỏe mạnh, nhanh nhẹn hơn người, khoác giáp đội mũ thì không ai địch nổi; lại còn kiến thức sâu xa, từ nhỏ đã không ham chơi, sớm có phong thái của người trưởng thành, được dân chúng trong bộ lạc yêu mến. Lên 14 tuổi, Lâu Thất được cha gởi đến chỗ Đô Bột cực liệt Doanh Ca (tức Kim Mục Tông), ông ta cũng nói: “Đứa nhỏ này ngày sau có thể được trọng dụng trong quân lữ.” Lâu Thất tham gia trấn áp những cuộc nổi dậy của bọn A Phách, Lưu Khả, Bồ Dư Hãn, lập nhiều chiến công, được nhận thưởng.
Lên 21 tuổi, Lâu Thất thay cha làm Thất Thủy chư bộ trưởng. Năm 1102, Tiêu Hải Lý nổi dậy kháng Liêu, chạy vào khu vực của các bộ Nữ Trực thuộc Liêu , phái sứ giả gặp Doanh Ca, đề nghị liên kết. Doanh Ca nhận định thực lực của người Nữ Chân chưa thể chống lại nhà Liêu, nên quyết định giúp Liêu trấn áp Tiêu Hải Lý; bèn phái Lâu Thất di dò xét. Sau khi Lâu Thất thông báo tình hình, Doanh Ca phát động tấn công vào doanh trại của Tiêu Hải Lý. Lâu Thất đi đầu tướng sĩ, chiến đấu hăng hái; việc xong, được ban giáp trụ và chiến mã.
Năm 1104, Lâu Thất theo Oát Đái, Oát Tái, Oát Lỗ trấn áp liên minh bộ lạc Tô Tân Thủy; trong lúc đánh thành, ông trèo lên góc đông nam, dùng rìu chặt cột cờ, bị tên lạc bắn trúng bàn tay, xuyên qua cán rìu. Lâu Thất chặt tên tiếp tục chiến đấu, tướng sĩ hăng hái theo ông lên thành. Sau khi chiếm được thành, Lâu Thất được xét công cao nhất.
Năm 1107, người Cao Ly đánh chiếm Hạt Lại Điện , xây dựng 9 thành, thiết lập phủ Đô đốc; Lâu Thất theo Oát Tái, Oát Lỗ tiến đánh. Quân Nữ Chân đánh thành lâu ngày không hạ được, Lâu Thất đề nghị ngăn chặn quân tiếp viện, cắt đứt đường vận lương, kiên trì vây đánh, các chủ soái nghe theo. Kết quả 5 thành chịu đầu hàng, cho đến khi người Cao Ly buộc phải xin hòa.

## Tham gia diệt Liêu
Đô Bột cực liệt A Cốt Đả (vẫn chưa lên ngôi hoàng đế) chiếm được Ninh Giang Châu , sai Lâu Thất chiêu dụ người Nữ Trực thuộc nhà Liêu; rồi hàng phục các bộ Thái Loan Chiếu Tát thuộc Di Đôn Ích Hải lộ. Lâu Thất đánh bại quân Liêu ở Bà Thứ Cản Sơn; lại đánh bại quân Liêu, bắt 2 tướng quân. Xong thì 2 lộ Ích Cải, Nại Mạt đều hàng. Lâu Thất tiến quân đến Hàm Châu, hạ được. Các bộ nối nhau đến hàng, Lâu Thất giành được các hộ Nữ Trực ở Liêu Bắc. Tướng Liêu là Đô thống Da Luật Ngoa Lý Đóa đem hơn 20 vạn quân đi đồn thú vùng biên. A Cốt Đả đi thành Đạt Lỗ Cổ, đến phía tây Ninh Giang Châu, triệu Lâu Thất; ông gặp A Cốt Đả ở trong quân. A Cốt Đả thấy ngựa của Lâu Thất phần nhiều mệt mỏi, đem 300 thớt cấp cho, sai đi theo quân cánh phải của Hoàn Nhan Tông Hàn, cùng Ngân Truật Khả thả binh sĩ xông vào đội quân Trung kiên của địch, cả thảy 9 lần phá trận, đều ra sức chiến đấu thoát ra. Sau đó Lâu Thất lại cùng Ngân Truật Khả đồn thú vùng biên.
Đến khi các bộ của 900 Hề doanh đến hàng, Lâu Thất bèn cùng Ngân Truật Khả đánh phủ Hoàng Long , Kim Thái Tổ A Cốt Đả (lên ngôi vào năm 1115) sai các thành viên thị tộc Hoàn Nhan là Hồn Truất, Bà Lư Hỏa, Thạch Cổ Nãi đem 4000 quân giúp ông, đánh bại hơn vạn quân Liêu ở Bạch Mã Bạc. Bọn Hoàn Nhan Tông Hùng hạ huyện Kim Sơn, Thái Tổ sai Lâu Thất chia 2000 quân để chiêu dụ người trốn tránh men núi. Tướng Liêu là Da Luật Niết Lý đóng quân ở Tật Lê Sơn , bọn Oát Lỗ Cổ, Lâu Thất phá được, rồi lấy Hiển Châu. Thái Tổ lấy phủ Hoàng Long, Lâu Thất xin rằng: “Hoàng Long là nơi đô hội, lại xa xôi, sợ có biến, ắt các quân bên cạnh theo nhau nổi dậy, xin lấy quân bản bộ đồn giữ.” Thái Tổ đồng ý, còn hợp Mưu khắc các lộ, mệnh Lâu Thất làm Vạn hộ, giữ phủ Hoàng Long.
Lâu Thất được tiến làm Đô thống, theo Hoàn Nhan Cảo lấy Trung Kinh , cùng bọn Hy Doãn đánh đuổi tướng Liêu là bọn Da Luật Địch Liệt, Da Luật Hòa Thượng, Da Luật Nhã Lý Tư, đánh bại Hề vương Hà Mạt, thu hàng Hề bộ Tây tiết độ sứ Ngoa Lý Thứ. Liêu Thiên Tộ đế từ Uyên Ương Bạc , chạy về phía tây, bọn Lâu Thất đuổi đến Bạch Thủy Bạc, bắt được bảo vật trong nội khố của ông ta. Sau khi kiểm đếm, Lâu Thất bèn cùng Đồ Mẫu đánh phá Tây Kinh . Lâu Thất lại cùng Đồ Mẫu đến Thiên Đức, Vân Nội, Ninh Biên, Đông Thắng, quan lại các nơi ấy đều hàng, bắt được phản tướng Kim là A Sơ (người Hột Thạch Liệt bộ).
Người Tây Hạ cứu Liêu, quân đến Thiên Đức, Lâu Thất sai Đột Niên, Bổ Điêm đem 200 kỵ binh đi dò xét, bị quân Hạ giết sạch. A Sĩ Hãn lại đem 200 kỵ binh lên đường, gặp phục binh, một mình ông ta thoát về. Bấy giờ mưa dầm, chư tướng muốn nghỉ ngơi, Lâu Thất nói: “Họ hai lần phá kỵ binh ta, nếu ta không tiếp tục đi, họ sẽ cho rằng ta sợ, lập tức đến đánh ta.” Lâu Thất bèn chọn ngàn kỵ binh, cùng Tập Thất, Bạt Ly Tốc lên đường. Oát Lỗ khâm phục lời ấy, nên đi theo. Lâu Thất đợi trời sáng thì ra khỏi Lăng Dã Lĩnh, để lại Bạt Ly Tốc đem 200 quân giữ chỗ hiểm yếu. Quân Kim bắt sống lính Hạ để tra hỏi, biết được chủ tướng địch là Lý Lượng Phụ. Lâu Thất sắp đến Dã Cốc, lên cao nhìn xuống, thấy quân Hạ nhiều mà không chỉnh tề, đang bày trận vượt sông; bèn sai người báo với Oát Lỗ. Lâu Thất chia quân làm 2, thoắt ra thoát vào, tiến lui thay nhau chiến đấu suốt 30 dặm. Qua khỏi Nghi Thủy, quân của Oát Lỗ đến, hợp sức đánh bại quân Hạ.
Tướng Liêu là Đô thống Da Luật Đại Thạch xâm phạm Phụng Thánh Châu, cách Bích Long Môn về phía đông 25 dặm. Bọn Lâu Thất, Chiếu Lý, Mã Hòa Thượng đem quân đi đánh, bắt sống Đại Thạch, quân Liêu đầu hàng. Tướng Liêu là Tích Lý Thứ giữ Phụng Thánh Châu, bỏ thành chạy trốn.
Sau đó Lâu Thất theo Hoàn Nhan Tông Vọng đuổi theo Liêu đế, ông cùng Bồ Sát Hồ Trản  đem 20 kỵ binh dò xét địch, đánh bại 3000 quân Liêu ở Tam Sơn; có ngàn kẻ địch nhắm hướng Phụng Thánh Châu, Hồ Trản lại đánh bại họ, bắt chủ tướng của họ đem về. Quân Tây Hạ giữ ở Khả Đôn Quán, Hoàn Nhan Tông Hàn sai Lâu Thất coi Sóc Châu, đắp thành cách Bá Đức Sơn về phía tây nam 20 dặm, rồi 2 vạn quân Tây Sơn của Sóc Châu, bắt chủ tướng Triệu Công Trực. Sau đó Lâu Thất tiếp tục đuổi theo, bắt được Liêu đế ở Dư Đô Cốc. Được Kim Thái Tông ban thiết khoán, riêng tội chết chịu phạt đòn, còn tội khác thì không hỏi.

## Tham gia đánh Tống
Ngân Truật Khả vây Thái Nguyên, thống chế Lưu Trăn của Tống đến cứu, soái 10 vạn quân Tống ra Thọ Dương, Lâu Thất đánh phá ông ta, kế đó đánh bại vài ngàn quân Tống ở Du Thứ. Quân Tống của Trương Hạo ra Phần Châu, Bạt Ly Tốc đánh đuổi ông ta; Hạo lại đóng doanh ở Văn Thủy, mấy lần giao chiến với Thất Dã Đột Cát Tốc, Bạt Ly Tốc, đại bại. Hoàn Nhan Tông Hàn bình định Thái Nguyên, Lâu Thất lấy 2 châu Phần, Thạch, cùng các huyện phụ thuộc là Ôn Tuyền, Phương Sơn, Ly Thạch, Bồ Sát Hồ Trản thu hàng Thọ Dương, lấy Bình Định Quân cùng Nhạc Bình, rồi chiêu hàng Liêu Châu cùng các huyện Du Xã, Liêu Sơn, Hòa Thuận. Tông Hàn nhắm đến Biện Châu, sai bọn Lâu Thất từ Bình Dương Đạo đi trước đến Hà Nam, nói: “Nếu đến Trạch Châu, gặp Tái Lý, Bà Lư Hỏa, Tập Thất, hãy cùng tiến.” Tiền quân của Tập Thất có 3 mưu khắc, đánh bại 3000 quân Tống cứu viện, rồi gặp 2000 phục binh, lại đánh bại được. Tát Thứ Đáp phá Thiên Tỉnh Quan, tiếp tục phá bộ binh ở phía nam Khổng Tử Miếu, rồi thu hàng Hà Dương. Quân của Lâu Thất đến, vượt Hoàng Hà, rồi tấn công Tây Kinh. Tập Thất đánh bại quân trong thành Tây Kinh ra kháng cự, Tây Kinh đầu hàng. Lâu Thất lấy Yển Sư, nên Vĩnh An Quân, huyện Củng đầu hàng. Tát Thứ Đáp đánh bại quân Tống ở Tỷ Thủy. Vì thế Huỳnh Dương, Huỳnh Trạch, Trịnh Châu, Trung Mưu nối nhau xin hàng. Tông Hàn đã cùng Hoàn Nhan Tông Vọng hội quân ở Biện Kinh, sai Lâu Thất soái quân đi Thiểm Tân, đánh các quận huyện ở Hà Đông chưa hạ được. A Sĩ Hãn đánh bại quân Tống ở Hà Thượng, Tát Án đánh bại quân Tống ở dưới thành Thiểm Phủ, Cốt Sa Hổ hàng phục 300 lính Tống giữ thành Quắc Châu, rồi Lâu Thất chiếm Thiểm Phủ. Tập Cổ Nãi, Tang Cổn phá tàn quân Tống của Thiểm Phủ ở tây bắc Bình Lục. Hoạt Nữ riêng phá quân Tống ở Bình Lục. Lâu Thất phá 2 vạn quân Tống của 2 châu Bồ, Giải, giết sạch họ, nên An Ấp, Giải Châu đều xin hàng, rồi Lâu Thất chiếm phủ Hà Trung, thu hàng các châu Giáng, Từ, Thấp, Thạch.
Hoàn Nhan Tông Hàn đi Lạc Dương, sai Lâu Thất lấy Thiểm Tây, đánh bại quân Tống của Phạm Trí Hư, hạ 2 châu Đồng, Hoa, chiếm phủ Kinh Triệu , bắt Chế trí sứ Phó Lượng, rồi chiếm Phượng Tường. Bọn A Lân phá đại quân Tống ở Hà Trung, Oát Lỗ phá quân Tống của Lưu Quang Liệt (em Lưu Quang Thế) ở Phùng Dực, Ngoa Đặc Thứ, Tang Cổn đánh bại quân Tống ở Vị Thủy, rồi Lâu Thất lấy Hạ Khuê. Tông Hàn hội quân ở vùng Kinh Phụ để đánh Tống Cao Tông, mệnh Lâu Thất, Bồ Sát Hồ Trản đánh lấy Thiểm Tây, dùng Bà Lư Hỏa, Thằng Quả giám sát. Bọn Thằng Quả gặp quân Tống ở Bồ Thành rồi đến Đồng Châu, đều phá được. Lâu Thất, Hồ Trản chiếm Đan Châu, phá Lâm Chân, tiến chiếm phủ Duyên An, rồi thu hàng Tuy Đức Quân rồi các nơi Tĩnh Biên, Hoài Viễn 16 thành trại; tiếp tục phá thành Thanh Giản. An phủ sứ Chiết Khả Cầu của Tống đem 3 châu Lân, Phủ, Phong cùng 9 bảo trại đầu hàng Lâu Thất. 9 trại thuộc Tấn Ninh Quân đều hàng, nhưng quân Kim đánh mãi không hạ được Tấn Ninh Quân, Lâu Thất muốn bỏ đi, Tái Lý can ngăn, nói: “Nơi này gần Tây Hạ, bỏ qua ắt có biến.” Trong thành không có giếng, hằng ngày phải lấy nước sông để uống, quân Kim bèn đào ngòi ở phía đông, chặn dòng nước, khiến trong thành khổ sở. Lý Vị, Thạch Ất mở cửa quách ngoài ra hàng, các tướng đưa quân vào thành. Tướng giữ thành là Từ Huy Ngôn giữ thành trong, giao chiến 3 ngày thì quân Tống tan vỡ, Huy Ngôn bỏ chạy nhưng không thoát. Huy Ngôn cùng thống chế Tôn Ngang đều bất khuất không hàng, nên bị giết chết. Quân Kim tiếp tục thu hàng Định An Bảo, Vị Bình Trại cùng 2 châu Phu, Phường. Vì thế, Lâu Thất, Bà Lư Hỏa giữ Duyên An, Chiết Khả Cầu đồn trú Tuy Đức, Hồ Trản về giữ Bồ Châu. Duyên An, 2 châu Phu, Phường đều bị tàn phá, nhân dân không còn kế sanh nhai, Lâu Thất đặt quan phủ để tập hợp và an ủy họ. Biệt tướng Oát Luận thu hàng Kiến Xương Quân. Phủ Kinh Triệu nổi dậy, Lâu Thất trở lại đánh dẹp. Lâu Thất bèn cùng A Lư Bổ, Mưu Lý Dã đến Tam Nguyên, Ngoa Ca Kim, A Cốt Dục đánh bại quân Tống của huyện Thuần Hóa. Lâu Thất đánh Kiền Châu, bày công cụ dưới thành, nên Kiền Châu đầu hàng. Lâu Thất bèn tiến quân chiếm Bân Châu, đóng quân ở Kinh Triệu.
Thành ấp Thiểm Tây đã hàng lại nổi dậy, vì thế Hữu phó nguyên soái Hoàn Nhan Tông Phụ nắm toàn quân ở Thiểm Tây, phụ trách chinh phạt. Bấy giờ Lâu Thất có bệnh, Tông Phụ cùng Tống soái Trương Tuấn giao chiến ở Phú Bình, tả quân của Hoàn Nhan Tông Bật đã lui, Lâu Thất nắm hữu quân ra sức chiến đấu, chấn hưng khí thế của quân Kim, khiến quân Tống thất bại. Tông Phụ nói: “Ôm bệnh đánh hăng, làm tròn việc nước, còn phá giặc mạnh, dẫu danh tướng đời xưa cũng không hơn được!” vì thế Tông Phụ đem các vật dụng của mình làm bằng sừng tê, ngọc, vàng, bạc cùng giáp trụ, kể cả bảy thớt ngựa ban cho ông.

## Hậu sự
Năm Thiên Hội thứ 8 (1130), Lâu Thất mất, hưởng thọ 53 tuổi. Trong quân kêu khóc như mất người thân, Kim Thái Tông chấn động thương tiếc, giáng chiếu sai Thân vệ chạy trạm dịch để hộ tang, đưa về an táng tại Áo Cát Lý, đông nam Tế Châu , còn sai hoàng tử Cốt Sa Hổ và tông thất Ngân Truật Khả đi rước. Xa giá quay về từ Trung Kinh, giữa đường ra Chung Nam để bái tế, Thái Tông đích thân đến khóc viếng, phúng tặng rất hậu.
Năm thứ 13 (1135), được tặng Thái Ninh Quân tiết độ sử, kiêm Thị trung, gia Thái tử thái sư. Năm Hoàng Thống đầu tiên (1141), được tặng Khai phủ nghi đồng tam tư, truy phong Sân vương. Trong niên hiệu Chánh Long, Hải Lăng vương theo lệ đổi tặng Kim Nguyên quận vương, cho thờ trong miếu của Kim Thái Tông, đặt thụy là Tráng Nghĩa; truy phong vợ cả của Lâu Thất là Ôn Đôn thị làm vương phu nhân.

## Hậu nhân
Lâu Thất có bảy con trai:
- Con trưởng là Hoạt Nữ, Kim sử có truyện.
- Oát Lỗ làm đến Quang lộc đại phu Điệt Thứ bộ tiết độ sứ.
- Mưu Diễn, Kim sử có truyện.
- Thạch Cổ Nãi, Kim sử có truyện. Thạch Cổ Nãi có hai con trai làm quan:
Hộc Lỗ làm đến Trấn quốc thượng tướng quân, được thế tập mãnh an.
Độ Thứ được thế tập mưu khắc.
- Ninh Cổ làm đến Phù bảo chi hậu.
- Tát Cát Chúc làm đến Thái tử nội trực lang.
- Từ Liệt làm đến Túc vệ sĩ.